# Knotlamp
knotlamp（ノットランプ）は、福岡県出身の4人組インディーズロックバンドである。所属レーベルは、インディーズレーベルのLD&K Recordsのパンク系レーベル、Run Run Run recordsだったが2012年6月よりImperial Recordsに移籍。

## メンバー
- KEIT（ケイト）
  - ボーカルとギターを担当。全作詞作曲を担当。
- TOHRU（トオル）
  - ベースとコーラスを担当。
- AKIHIKO（アキヒコ）
  - ドラムスとコーラスを担当。
- MAHIRO（マヒロ）
  - ギターとコーラスを担当。

## 旧メンバー
- SEIYA（セイヤ）
  - ギターを担当していた。
- 俊平（しゅんぺい）
  - 「Blind SIde」にてサポートとしてギターを担当していた。
- TETSUNARI（テツナリ）
  - ギター（リード・ギター）とコーラスを担当していた。

## 概要
2000年福岡市にて結成。 
当初KEITの担当パートはギターだったがボーカルギターに転向。その経緯を後にインタビューにて「ボーカリストを探す時間をあまりにも要する中で早くライブをしたい欲求に勝てなかったから」としている。
KEITの転向後、四人体制にて地元福岡を中心に、勢力的なライブ活動を行う。自主出版シングルとミニアルバムと共に九州にて徐々に知名度を伸ばしていく。地元福岡ではワンマンLIVEをSOLD OUTさせるなど、徐々に頭角を現していく。
2004年より関東にてライブツアーを行う。九州以外に初進出を果たす。
その頃より九州と関東の両方でのライブが増える。
そして、2007年10月にRun Run Run Recordsよりファン待望のインディーズデビューアルバム「Blind Side」をリリース。試聴機等から火が付き一気にその名前を轟かせ、インディーズデビュー盤にもかかわらず、オリコン初登場4位に輝く。
このインディーズデビューによりknotlampとしての知名度が急速に広がりを見せる。
翌年6月にリリースしたミニアルバム「Ghost of the freedom」では、オリコン初登場堂々の1位を獲得し、同年10月リリースのシングル「LAST TRAIN –新しい朝-」は『遊☆戯☆王5D's』のオープニングテーマに抜擢され、国内のみならず海外ファンからも多くの評価を得た。
さらに、翌年2009年3月にリリースした「Sing against the stream」ではTOWER RECORDS、新星堂、HMV全店にてインディーズチャート1位を獲得する大きな広がりを見せた。また、ライブにおいてもデビュー2年目にしてROCK IN JAPAN FESやPUNKSPRING、サマソニなど数々の春フェス、夏フェスにも出演し初出演で入場規制がかかるなど大きな話題を呼び、2011年夏には「ROCK IN JAPAN FES 2011」にてWING TENTのトリという大役を務めた。
しかし、2010年にリリースした「Dot of the Galaxy」のツアー中にギターのTETSUNARIが脱退。サポートメンバーを加えてのツアー完走となる。
2011年にミニアルバム「Bridges we've dreamed」を3人でリリースした翌年、2012年1月にそれまでサポートメンバーだったMAHIROが正式メンバーとして加入。その後Imperial Recordsに移籍し、「Across My World」にてメジャーデビュー。同曲が4月よりスタートするNHK総合アニメ『銀河へキックオフ!!』の主題歌となる。
その後も勢力的に活動を続けるが、「メンバーの音楽と人生に対する考え方の相違」を理由に2013年に活動休止を発表。
2013年9月にラストアルバム「Hello to Nostalgia」をリリースし、このアルバムに伴うワンマンツアーを福岡、大阪、東京の4カ所で行ったのを最後に活動休止。
最後まで福岡在住バンドというスタンスを壊す事無く休止を迎えた。
[1]翌年2014年1月にはベストアルバムを発売。
現在も復活を願うファンの存在は根強く、2014年よりKEITはソロ活動に向けて準備活動を開始し現在に至る。

## ディスコグラフィー

### 自主制作シングル
1. Mental Age（2002年10月）
  1. Mental Age
  2. soul bullet
2. NEVER CHANGE（2003年7月）
  1. NEVER CHANGE
  2. same blow
  3. reason
3. NOT ALONE（2004年11月18日）
  1. NOT ALONE
  2. ADVANCE SONG
  3. 夜が明けるまでに
4. The Limited World（2005年8月31日）
  1. The Limited World
  2. LAST TRAIN
  3. 銀の剣

### 自主制作ミニアルバム
1. My Beautiful Tracks（2006年10月）
  1. Booster
  2. Liberty Bell
  3. wolf
  4. flag
  5. My girl

## ミュージックビデオ
| 監督     | 曲名                                                                  |
| 小嶋貴之 | 「Across my world」「Ashe's Children」「Blaze drops」「Live my life」 |
| Daishin  | 「LAST TRAIN -新しい朝-」                                             |
| 千田圭一 | 「時の行方 from DVD「Live against the stream」」                      |
| 吉澤正悟 | 「Last Train」                                                        |
| 渡辺素雄 | 「Into the sky」                                                      |
| 不明     | 「A Star Tribe」「ずっと何処かに」                                    |

## 主なライブ

### ワンマンライブ・主催イベント
- 2002年07月21日 - 初ライブ
- 2003年08月 - 九州ツアー
- 2003年11月 - 主催イベント
- 2004年04月 - 関東ツアー
- 2004年08月 - 関東ツアー
- 2004年11月 - 3rd SINGLE「NOT ALONE」レコ発ツアー
- 2005年08月 - 4th SINGLE「The Limited World」レコ発ツアー
- 2005年11月 - 関東ツアー
- 2006年04月 - 九州ツアー
- 2006年07月 - 関東ツアー
- 2007年11月 - Blind Side ツアー
- 2008年07月 - Ghost of the freedom tour 2008
- 2010年07月 - Dot of the Galaxy TOUR 2010
- 2010年3月25日 - ワンマンライブ『THE GROWING SQUARE』(@赤坂BLITZ)
- 2011年11月 - Bridges We've Dreamed TOUR 2011
- 2012年07月 - Across my world TOUR 2012
- 2012年10月 - Geoglyph TOUR 2012
- 2013年02月16日 - チェルシーホテル10周年感謝祭 その十二 SPECIAL ONE MAN LIVE
- 2013年11月・12月 - Hello to Nostalgia TOUR 2013

### 出演イベント
- 2008年08月31日 - TREASURE05X 2008 ～the greatest riot returns～
- 2008年09月 - NO USE FOR A NAME TOUR(オープニングアクト)
- 2008年10月 - OFFSPRING JAPAN TOUR2008(オープニングアクト)
- 2008年12月29日 - COUNTDOWN JAPAN 08/09
- 2009年04月05日 - PUNKSPRING 2009
- 2009年04月 - GOING KOBE'09
- 2009年05月09日 - BEA presents F-X
- 2009年07月04日 - 湘南音祭 Vol.3
- 2009年07月31日 - ROCK IN JAPAN FESTIVAL 2009
- 2009年08月09日 - SUMMER SONIC 2009
- 2009年08月23日 - MONSTER baSH 2009(オープニングアクト)
- 2009年09月21日 - SKULLSHIT presents SKULLMANIA TOUR'09 in OSAKA
- 2009年10月24日 - TOWER RECORDS 30th Anniversary SPECIAL FACE THE MUSIC!
- 2009年12月30日 - COUNTDOWN JAPAN 09/10(GALAXY STAGE トップバッター)
- 2010年01月30日 - PUNISHER'S NIGHT
- 2010年03月25日 - THE GROWING SQUARE 赤坂BLITZ SPECIALワンマンライブ
- 2010年04月04日 - PUNKSPRING 2010
- 2010年05月02日 - COMIN' KOBE10
- 2010年08月07日 - ROCK IN JAPAN FESTIVAL 2010
- 2010年12月03日 - LAST ALLIANCE Keep on smashing blue , Release Pre-Party～電撃 3マン～
- 2010年12月08日 - DEVILOCK 14th Anniversary DEVILOCK ver3-
- 2010年12月20日・21日 - 「SCOTT MUPRHY JAPAN TOUR 」 -GOODBYE 2010 SPECIAL NIGHT-
- 2011年08月07日 - ROCK IN JAPAN FESTIVAL 2011(WING TENT 自身初のトリ)
- 2012年02月25日 - DEVILOCK NIGHT THE FINAL
- 2012年03月17日 - MUSIC CUBE 12
- 2012年08月05日 - ROCK IN JAPAN FESTIVAL 2012
- 2012年08月26日 - DISK GARAGE MUSIC MONSTERS -2012 summer-
- 2012年09月02日 - SAY MY NAME.
- 2012年10月06日 - ROTTENGRAFFTY 逆ロットンの日2012
- 2012年10月06日 - jealkb LIVE HOUSE TOUR 2012『異色薔薇ノ歌合戦』
- 2012年12月01日 - THE CHERRY COKE$ 5th Full Albumリリースツアー "Revenge Of The Phantom Ship"
- 2013年03月16日 - HAPPY JACK 2013
- 2013年05月23日 - THE WILD ONE
- 2013年08月11日 - TREASURE05X 2013 10th Anniversary
- 2013年12月08日 - 代官山UNITにて活動休止ワンマンライブ